# Kuusalu
Kuusalu è un comune rurale dell'Estonia settentrionale, nella contea di Harjumaa. Il centro amministrativo del comune è l'omonimo borgo (in estone alevik), con circa 1 250 abitanti.

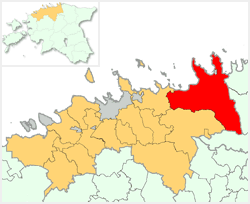
Il territorio comunale di Kuusalu nella contea di Harjumaa

## Località
Oltre al capoluogo, il comune comprende altri due borghi, Kiiu e Kolga, e 64 località (in estone küla):
- Allika
- Andineeme
- Aru
- Haavakannu
- Hara
- Hirvli
- Ilmastalu
- Joaveski
- Juminda
- Kaberla
- Kahala
- Kalme
- Kasispea
- Kemba
- Kiiu-Aabla
- Kodasoo
- Koitjärve
- Kolga-Aabla
- Kolgaküla
- Kolgu
- Kosu
- Kotka
- Kupu
- Kursi
- Kuusalu
- Kõnnu
- Külmaallika
- Leesi
- Liiapeeksi
- Loksa
- Murksi
- Mustametsa
- Muuksi
- Nõmmeveski
- Mäepea
- Pala
- Parksi
- Pedaspea
- Pudisoo
- Põhja
- Pärispea
- Rehatse
- Rummu
- Salmistu
- Saunja
- Sigula
- Soorinna
- Suru
- Suurpea
- Sõitme
- Tammispea
- Tammistu
- Tapurla
- Tsitre
- Turbuneeme
- Tõreska
- Uuri
- Vahastu
- Valgejõe
- Valkla
- Vanaküla
- Vihasoo
- Viinistu
- Virve